# Skogskapellet, Västanfors
Skogskapellet är ett kapell som tillhör Västanfors-Västervåla församling i Västerås stift. Kapellet ligger öster om sjön Kratten i stadsdelen Västanfors i Fagersta.

## Kyrkobyggnaden
Ursprungliga byggnaden är ett begravningskapell uppfört 1906. I anslutning till kapellet uppfördes 1935 ett krematorium. 1967 genomgick kapellet och krematoriet en större renovering. 2006 installerades en ny krematorieugn med förbättrad rökgasrening.

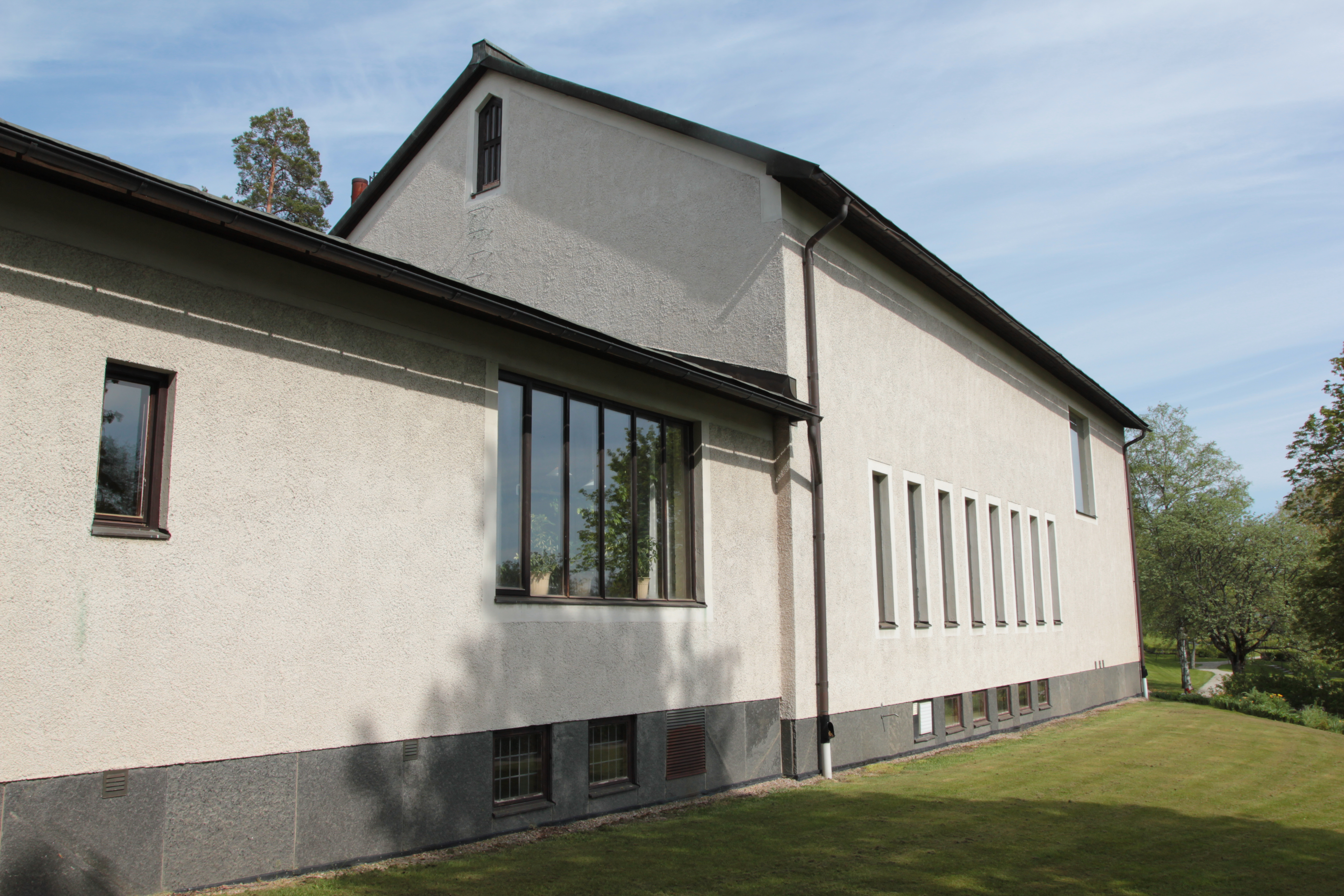
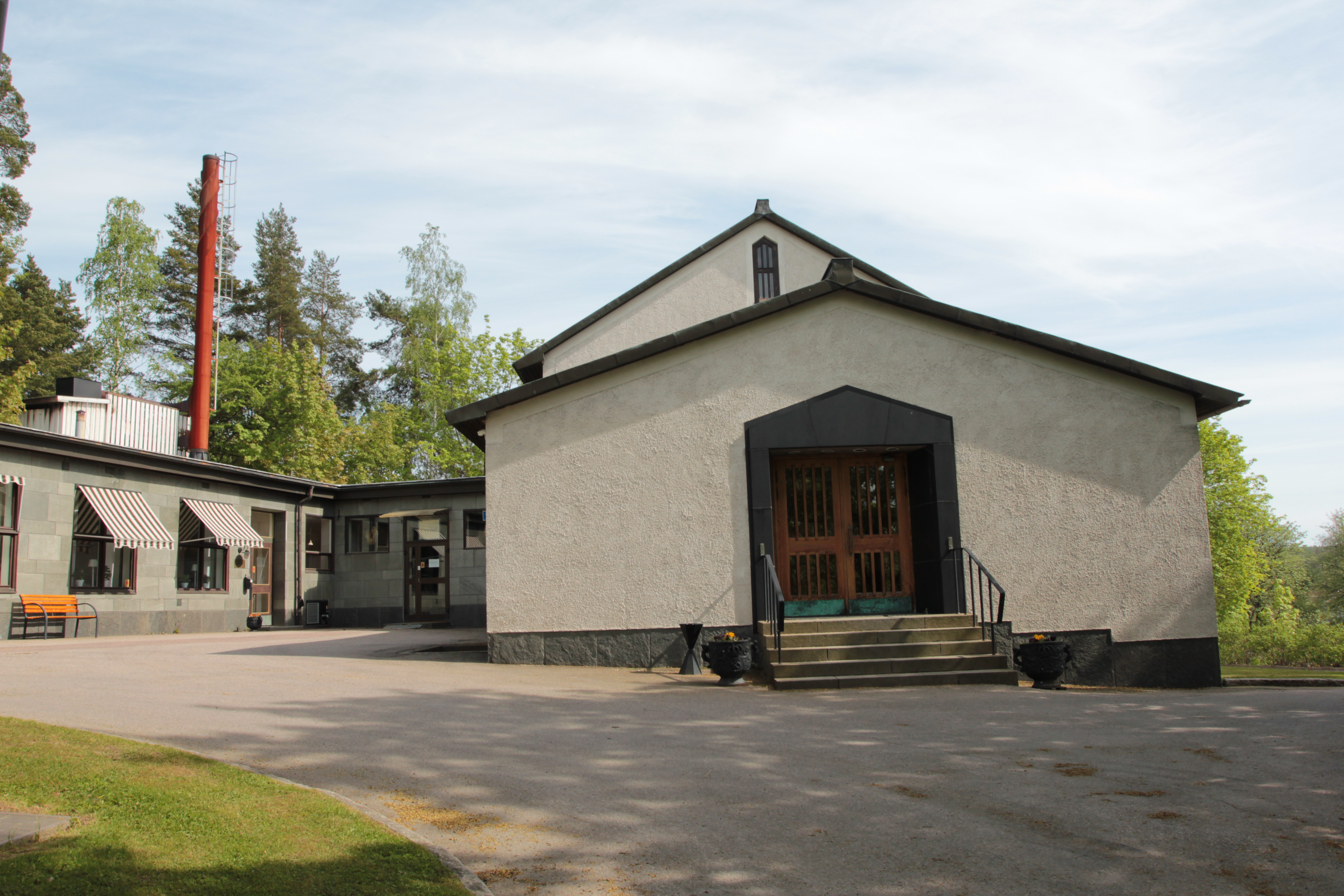